# Dreamin' in a Casket
Dreamin' in a Casket è il sesto album della band Hardcore Superstar pubblicato nel 2007 per l'etichetta discografica Gain Records.

## Tracce
1. Need No Company
2. Medicate Me
3. Dreamin' In A Casket
4. Silence For The Peacefully
5. Sophisticated Ladies
6. Wake Up Dead In A Garbagecan
7. Spreadin' The News
8. This Is For The mentally Damaged
9. Sensitive To The Light
10. Lesson In Vio-Lence
11. Sorry For The Shape I'm In
12. No Resistance

## Formazione
- Jocke Berg - voce
- Silver Silver - chitarra
- Martin Sandvik - basso
- Magnus Andreasson - batteria